# Jean-Pierre Putters
Jean-Pierre Putters és un periodista i crític de cinema Fantàstic francès nascut el 22 de març de 1946. És el fundador de la revista Mad Movies el 1972. El 1979, va obrir la llibreria de cinema  Movies 2000  a París. El 1986, va crear la revista Impacte, més dedicada a pel·lícules d'acció, thrillers i cinema negre.
Va escriure diversos llibres sobre el cinema fantàstic a la dècada de 1990: Ze craignos monsters, Ze craignos monsters : le retour, Ze craignos monsters : le re-retour i 101 monstres ringards. El 2011, va publicar un llibre anomenat Ça l'affiche mal ! consagrat als cartells de cinema de Ghana.
El 25 de gener de 2013 Jean-Pierre Putters llança una nova revisió bimensual titulada Metaluna Cinema de gènere, música de rock dur i erotisme. Es produirà un descans amb l'equip  Mad Movies.

## Actor
També ho podem veure com un actor en petites produccions franceses com Mad Mutilator de N.G. Mount (àlies Norbert Moutier), Night of Vampyrmania o Time Demon, ambdues de Richard J. Thomson i Aux yeux des vivants (2014).

## Productor
Va produir gairebé totes les pel·lícules del seu amic Richard J. Thomson. Dirigeix la producció de Metaluna amb el seu amic Fabrice Lambot: producció de pel·lícules de gènere i videoclips, distribució de pel·lícules o sèries estrangeres al territori francès, edició de la revista Metaluna.